# 山崎悠麻
山崎 悠麻 （やまざき ゆま、1988年4月8日 - ）は、日本の車いすバドミントン選手。東京都国分寺市出身。2021年開催の東京パラリンピック パラバドミントン 女子ダブルス 金メダリスト。

## 経歴
小学2年次にバドミントンを始め、6年次にはダブルスプレーヤーとして所属するジュニアチームの全国出場に貢献した。中学校でも流れで続けたが、やりきったという思いがあり卒業と同時に競技を離れた。高校1年の冬に交通事故で脊髄を損傷、腰から下の感覚を失った。
専門学校在学中は、山崎いわく、学校の車いす用ではない狭いトイレを使うために試行錯誤したことが幸いし、一部身体機能が回復。現在は膝より上までの感覚を取り戻している。卒業後は調布市役所に就職。22歳で一般男性と結婚し、2012年に第一子を出産した。
競技復帰への契機は育児休業中だった2013年、東京で開かれた全国障害者スポーツ大会で当時日本代表だった小倉理恵に誘われたことだった。この時は直後に第二子の妊娠が判明して一旦競技を離れたが、出産から2か月後の2014年10月に26歳で本格的に復帰。同年12月の日本選手権で準優勝を飾る。翌2015年の世界選手権でベスト8に入り、競技が正式種目となる2020年東京パラリンピックを意識し始めた。
フルタイムで働きながら競技を続けていたが、2016年11月、アジア選手権で無名だった中国代表選手の速さに圧倒され完敗する。この敗戦をきっかけに充実した練習環境を求め、2017年9月に調布市役所を退職し、NTT都市開発に移籍した。
2018年、タイで開かれた国際大会で里見紗李奈と初めてペアを組む。
2021年9月4日、1年延期となっていた東京2020パラリンピックに出場。女子シングルスで3位決定戦を制して銅メダルを獲得。翌9月5日の女子ダブルス決勝では里見とともに中国代表に2-1で逆転勝ち、念願の金メダルに輝いた。2つのメダルを勝ち取った快挙に、山崎の元職場である調布市も長友貴樹市長名でお祝いコメントを発表した。同年、紫綬褒章受章。
東京パラリンピック パラバドミントン 女子ダブルスにおいて金メダルを獲得した栄誉をたたえ、2022年2月22日、東京都日野市の日野南平郵便局前に記念のゴールドポスト（第75号）が設置された（ゴールドポストプロジェクト）。